# 엘 마르 (2016년 영화)
《엘 마르》(La cienaga: Entre el mar y la tierra, Between Sea and Land)는 콜롬비아에서 제작된 카를로스 델 카스티요 감독의 2016년 드라마 영화이다. 마놀로 크루스 등이 주연으로 출연하였다. 2016년 선댄스 영화제의 월드 시네마 드라마틱 컴퍼티션 부문에서 상영되었고 월드 시네마 드라마틱 특별 심사위원상(비키 에르난데스, 마놀로 크루스)과 월드 시네마 드라마틱 관객상을 받았다.

## 출연

### 주연
- 마놀로 크루스
- 비키 에르난데스
- 비비아나 세르나

## 기타
- 미술: 알리 가르손
- 의상: 알리 가르손